# ET 2010
ET 2010 (скорочення від Elektro triebwagen 2010) — тип вагона, адаптований для роботи на двосистемних трамвайних коліях, що виготовляється на заводах Bombardier у Бауцені та Відні для компаній Verkehrsbetriebe Karlsruhe (VBK) і Albtal-Verkehrs-Gesellschaft (AVG). 
Вагони використовуються з 2013 року штадтбаном Карлсруе.

## Опис

### Дизайн
ET 2010 — восьмивісний трисекційний середньопідлоговий зчленований вагон виробництва Bombardier Transportation. Вагон належить до сімейства трамваїв Bombardier Flexity Swift.
Вагони мають довжину 37 м і ширину 2,65 м, мають три зчленовані секції. 
Підлога всередині дверей знаходиться на висоті 55 см над головкою рейок, що дозволяє без проблем здійснювати посадку з платформ відповідної висоти.
Вагони оснащені автозчепом Шарфенберга, що дозволяє з'єднувати максимум до чотирьох трамваїв. 
Неможливо електрично підключити ET 2010 і старіші вагони GT8-100D/2S-M; можливе тільки механічне з'єднання.

### Електрообладнання
Трамваї ЕТ 2010 оснащені електрообладнанням, що дозволяє живити вагон як від тягових кабелів трамвайної мережі напругою 750 В постійного струму, так і від тягових кабелів залізничної мережі змінного струму 15 кВ. 
Вагони оснащені чотирма трифазними асинхронними двигунами, кожен потужністю 150 кВт. 
Перехід між двома системами живлення відбувається автоматично і непомітно для пасажира. 
Електрична енергія, зібрана з тягових кабелів, частково відновлюється в процесі гальмування 
..

### Інтер'єр
Всередині 84 стандартних сидіння і ще 9 відкидних. 
З урахуванням невикористаних відкидних сидінь у вагоні 151 стояче місце. 
Весь пасажирський салон кондиціюється, контролюється 12 камерами та оснащений інформацією про пасажирів, квитковим автоматом і туалетом.

### Ліврея
Кузов трамваїв ET 2010 отримав обов'язкову ліврею компаній Albtal-Verkehrs-Gesellschaft і Verkehrsbetriebe Karlsruhe. 
Ліврея триколірна — борти пофарбовані жовтожоржиновий колір, фартух світло-червоний, віконна смуга чорна. 
Трамваї ET 2010 були першим поколінням нових вагонів, здобули ліврею за схемою фарбування, що діє з 2010 року 
..
Зовнішній вигляд трамвая розробила берлінська компанія IFS Design.